# Peces continentales de Australia
Los peces de aguas continentales de Australia se limitan a alrededor de 280 especies, a pesar de la gran extensión de la isla.
Una gran proporción de estas especies son endémicas de Australia. Es el caso de las familias Percicthyidae, Gadopsidae y Nannopercidae, las cuales dominan muchos de sus sistemas de agua dulce, en contraste con el hemisferio norte, donde la ictiofauna de agua dulce está abrumadoramente dominada por la familia de los ciprínidos; no hay ciprínidos autóctonos de Australia.
Debido a la introducción ilegal de la carpa (Cyprinus carpio), la familia de los ciprínidos está presente en Australia y es responsable de importantes daños ambientales y económicos. La mayor parte de las especies de la familia Galaxiidae también se encuentran en Australia y su vecina Nueva Zelanda.
El sistema de agua dulce más importante de Australia es la cuenca del Murray-Darling, que drena aproximadamente el 13% del continente y contiene algunas de las especies de peces de agua dulce más importantes de Australia, incluyendo el bacalao Murray (Maccullochella peelii), el mayor pez de agua dulce de Australia.
El estudio de los peces de agua dulce australianos no comenzó hasta la colonización europea de Australia, en 1788. La mayoría de los peces de agua dulce australianos son poco conocidos y están en peligro debido a las actividades humanas como la limpieza de la vegetación ribereña y la sedimentación asociada a las prácticas agrícolas, la sobrepesca, la regulación de los cauces de ríos a través de presas y diques y las enfermedades introducidas. Dos poblaciones de peces nativos: el bacalao del río Richmond y el bacalao del río Brisbane (Maccullochella ikei), se han extinguido, y un importante número de otras especies están en peligro de extinción o en peligro crítico.